# El Yunque (Kuba)
El Yunque – (hiszp. "kowadło") szczyt o wysokości 575 m n.p.m. w paśmie górskim Sierra del Purial, w prowincji Guantánamo, 7 km na zachód od Baracoa na Kubie. Ma charakter "góry stołowej", a nazwę zawdzięcza swojemu kształtowi, przypominającemu kowadło.
El Yunque był wzmiankowany przez Krzysztofa Kolumba w jego dziennikach opisujących odkrywanie Ameryk. El Yunque jest położony między dolinami rzek Duaba i Toa, jego płaskowyż szczytowy ma długość 1125 m i całkowitą powierzchnię 461 000 m². 25 grudnia 1979 został uznany przez Kubańską Narodową Komisję ds. Pomników za Pomnik Narodowy.